# Arben Bajraktaraj
Arben Bajraktaraj est un acteur français d'origine kosovare, né le 28 novembre 1973 à  Istinić.

## Biographie
Il a joué dans de nombreux films français mais a aussi fait des apparitions dans des films internationaux, par exemple Sex Traffic ou Eden Log. 
Il interprète par ailleurs le rôle du père juif de Sarah Starzinsky dans le film Elle s'appelait Sarah adapté du roman de Tatiana de Rosnay. Il est connu pour avoir joué le rôle du Mangemort Antonin Dolohov dans Harry Potter et l'Ordre du phénix et Harry Potter et les reliques de la mort - partie 1.

## Filmographie

### Cinéma
- 2000 : La Mécanique des femmes de Jérôme de Missolz
- 2005 : Les Chevaliers du ciel : Fredericks
- 2007 : Harry Potter et l'Ordre du phénix (Harry Potter and the Order of the Phoenix) : Antonin Dolohov
- 2007 : Eden Log : Technicien
- 2008 : Taken : Marko, le boss Albanais
- 2009 : Liberté : Darko
- 2009 : Verso : Besim
- 2010 : Harry Potter et les Reliques de la Mort, partie 1 (Harry Potter and the Deathly Hallows: Part 1) : Antonin Dolohov
- 2010 : Elle s'appelait Sarah : Wladyslaw Starzynski
- 2010 : Des hommes et des dieux : Ouvrier croate 2
- 2011 : Harry Potter et les Reliques de la Mort, partie 2 (Harry Potter and the Deathly Hallows: Part 2) : Antonin Dolohov
- 2011 : Polisse : le Yougo échappé
- 2012 : Mains armées : Gustav Alana « Coach »
- 2012 : Superstar : Associé Lolita 2
- 2012 : Louves (The Woman Who Brushed Off Her Tears) de Teona Strugar Mitevska : Lucien
- 2012 : Le Jour de la grenouille : l'homme d'un soir
- 2012 : L'Homme qui rit : Hardquanone
- 2013 : La Cité rose : Gitan
- 2013 : Woman With No Name de Fabio Soares : Darren Chacal
- 2014 : La Mante religieuse : Stan
- 2014 : 419 d'Eric Bartonio (d'après le roman de Loulou Dédola) : Verak
- 2016 :  Raid dingue : Drago Vladic, complice de Viktor
- 2018 : Nicky Larson et le Parfum de Cupidon : chef de la Main Noire
- 2019 : Trois Jours et une vie de Nicolas Boukhrief : Andrei Kowalski
- 2024 : Survivre : L'homme au harpon
- 2024 : Canary Black de Pierre Morel : Henrick

### Téléfilms
- 2005 : Au bout du quai : Ibrahim

### Séries télévisées
- Flics, saison 1, épisodes 1,2,3,4
- Sur le fil, saison 2, épisode 4
- Engrenages, saison 3, épisodes 3,12
- Interpol, saison 1, épisode 4
- Dix pour cent, saison 1, épisode 2
- Profilage, saison 7, épisode 5
- Missions, saison 1 et 2 : le cosmonaute Vladimir Komarov
- Helvetica, saison 1 : Djeko
- Les rivières pourpres, saison 3 : Marek Voisnic